# Елань (Тамбовская область)
Елань — посёлок в Староюрьевском районе Тамбовской области России. Входит в состав Поповского сельсовета.

## География
Посёлок находится в северо-западной части Тамбовской области, в лесостепной зоне, в пределах Окско-Донской низменной равнины, на левом берегу ручья Волчий, к югу от автодороги 68Н-049, на расстоянии примерно 7 километров (по прямой) к востоку от Староюрьева, административного центра района. Абсолютная высота — 150 метров над уровнем моря.

### Климат
Климат умеренно континентальный, с холодной продолжительной зимой и тёплым летом. Среднегодовая температура воздуха — 4 — 6 °С. Средняя температура воздуха самого холодного месяца (января) — −11,5 — −10,5 °C (абсолютный минимум — −39 °C); самого тёплого месяца (июля) — 19,5 — 20,5 °C (абсолютный максимум — 40 °С). Средняя продолжительность периода с температурой выше 10 °C колеблется от 141 до 154 дней. Среднегодовое количество атмосферных осадков варьирует в пределах от 400 до 650 мм. Продолжительность залегания снежного покрова составляет в среднем 135 дней.

### Часовой пояс
Посёлок Елань, как и вся Тамбовская область, находится в часовой зоне МСК (московское время). Смещение применяемого времени относительно UTC составляет +3:00.

## Население
| 2010 |
| ---- |
| 11   |

### Половой состав
По данным Всероссийской переписи населения 2010 года в гендерной структуре населения мужчины составляли 63,6 %, женщины — соответственно 36,4 %.

### Национальный состав
Согласно результатам переписи 2002 года, в национальной структуре населения русские составляли 83 % из 6 чел.